# Pulveroboletus bembae
A Pulveroboletus bembae é uma espécie de fungo da família Boletaceae que foi descrita pela primeira vez em 2009. Ela é conhecida apenas da floresta húmida do norte do Gabão, uma região conhecida por seu alto nível de diversidade de espécies. Como todos os boletos, a P. bembae tem basidiomas carnudos, que formam esporos em tubos amarelados perpendiculares ao solo na parte inferior do píleo. Os píleos marrons podem atingir até 3,5 cm de largura e repousam sobre estipes marrom-claros de até 5,5 cm de comprimento. Os estipes têm um anel de tecido amarelo esbranquiçado, lanoso, de curta duração e que pode estar ausente em espécimes mais velhos. Os esporos da P. bembae são fusiformes e têm superfícies ásperas - um detalhe observável quando visto com microscopia eletrônica de varredura. O fungo cresce em uma relação micorrízica com Gilbertiodendron dewevrei, a espécie de árvore dominante da floresta tropical Guiné-Congoliana. Outras espécies semelhantes de Pulveroboletus na área incluem P. annulus e P. croceus, que podem ser diferenciadas da P. bembae por uma combinação de características macro e microscópicas.

## Taxonomia
Os espécimes de Pulveroboletus bembae nos quais se baseia a descrição foram coletados em abril de 2008 em três locais no Gabão: na província de Ogoué-Ivindo, na Estação de Pesquisa Ipassa-Makokou; no Parque Nacional Minkébé, próximo a Minvoul, e em Bitouga, ambos os locais na província de Woleu-Ntem, ao norte. Até o relato dessa espécie e da espécie relacionada Pulveroboletus luteocarneus, 12 espécies de Pulveroboletus haviam sido relatadas na África tropical. De acordo com Degreef e De Kesel, que descreveram a espécie em uma publicação de 2009, a P. bembae pertence à seção Pulveroboletus do gênero Pulveroboletus. Essa seção, definida por Singer em 1947, é caracterizada pela presença de um véu pulverulento-aracnóideo (coberto com grânulos de cera finos e pulverulentos e com aspecto de teia de aranha) e basidiomas de cor amarelo-enxofre, esverdeado ou marrom-amarelado.
O epíteto específico é derivado da palavra bemba, um nome usado pelo povo Baca para a árvore Gilbertiodendron dewevrei que está associada ao fungo.

## Descrição
O píleo é inicialmente convexo, as vezes com uma pequena elevação arredondada no centro, e se achata na maturidade. Atinge de 3,0 a 3,5 cm de diâmetro e a cor é quase uniformemente marrom-ferrugem a marrom-avermelhada, embora os espécimes novos tenham uma borda ligeiramente mais pálida. A superfície do píleo é seca e opaca, mas desenvolve um brilho com o tempo. Em espécimes mais velhos, a textura das margens é descrita como rimulosa - o que significa que a superfície do píleo é fendida, frequentemente formando raios, mas as rachaduras não se cruzam. A pileipellis se estende um pouco além da borda do píleo e se curva para baixo, sendo parcialmente coberta por resquícios do véu universal. A carne no centro do píleo tem menos de 5 mm de espessura e gradualmente se torna muito fina em direção à margem; é de cor creme a amarelo-claro com tons de marrom-avermelhado claro a marrom claro sob a pileipellis.
Os tubos amarelados na parte inferior do píleo são levemente inchados em um lado e levemente deprimidos ao redor da área de fixação ao estipe. Eles são fundidos ao estipe em uma fixação adnata; raramente, alguns tubos terão um "dente" decrescente (tecido que se estende ligeiramente ao longo do comprimento do estipe) com menos de 5 mm de comprimento. Os poros formados pelas extremidades dos tubos são angulares a redondos e são mais alongados perto do estipe. Seus diâmetros são normalmente inferiores a 1-2 mm e são da mesma cor dos tubos ou ligeiramente mais verdes. O estipe tem de 37 a 55 mm por 4 a 5 mm de espessura, é cilíndrico, com uma base estreita de 2 a 4 mm e, as vezes, está ligado a micélios amarelos. O estipe é sólido, mas, à medida que envelhece, torna-se empalhado (como se estivesse cheio de algodão) e, por fim, quase completamente oco. A superfície do estipe é opaca, seca, marrom-clara e totalmente coberta por pequenas escamas marrons a marrom-avermelhadas. A carne do estipe é de cor creme, com estrias de marrom avermelhado claro a marrom claro do terço superior até a base, enquanto a base é marrom claro. O anel está localizado no estipe ou na margem do píleo. Esse anel de tecido amarelo esbranquiçado e lanoso é frágil e de curta duração e, em geral, se desgasta em espécimes mais velhos. O odor do cogumelo é descrito como "levemente fungoide a terroso" e o sabor "levemente fungoide".

### Características microscópicas
A cor da esporada é desconhecida. Os esporos são um tanto fusiformes, boletoides (longos, magros e em forma de fusível), com uma depressão supra-hilar pronunciada (uma indentação de superfície formada onde o esporo foi anexado aos basídios) e normalmente medem 9,3 a 11,3 por 3,9 a 4,7 μm. Eles são fracamente pigmentados e suas superfícies ásperas podem ser vistas na microscopia eletrônica de varredura. Os esporos são não amiloides, o que significa que não absorvem a coloração de iodo do reagente de Melzer. Os basídios têm 26,9 a 39,3 por 9,0 a 12,0 μm, são cilíndricos a em forma de taco, hialinos (translúcidos) e têm quatro esterigmas (extensões que prendem os esporos). Os pleurocistídios (cistídios na face da lamela) têm 57,4 a 92,6 por 9,4 a 17,4 μm, são fusiformes, moderadamente frequentes e se estendem além da superfície do himênio. Eles têm paredes finas e hialinas e são coloridos da mesma forma que o himênio, sem cristais ou incrustações. Os queilocistídios (cistídios na borda da lamela), que medem de 50,6 a 75,1 por 12,2 a 16,1 μm, são mais abundantes do que os pleurocistídios, mas compartilham as mesmas características. A pileipellis é feita de uma fina fisalo-palisadoderme - um tipo de tecido em que as extremidades das hifas atingem o mesmo comprimento e formam uma paliçada de células; essas hifas anticlinais curtas têm 20-40 por 5-8 μm e sustentam um ou dois elementos terminais inflados, marrons, esféricos a esferopedunculados (um tanto esféricos e com uma haste), com 25-45 μm de largura, não amiloides, de paredes finas e sem incrustações. A cutícula do estipe é feita de hifas paralelas e lisas. As escamas na superfície do píleo têm um arranjo fisalo-palisadodérmico feito de hifas anticlinais curtas que sustentam elementos inflados alongados de 15-30 por 10-15 μm e alguns basídios dispersos. A carne é formada por hifas hialinas de paredes finas, medindo de 10 a 15 μm de largura e organizadas de forma paralela. Essas hifas não têm um mediostrato associado - um filamento central de hifas paralelas do qual outras hifas divergem lateralmente. As fíbulas estão ausentes nas hifas.

### Espécies semelhantes
Embora os basidiomas da P. bembae sejam mais ou menos semelhantes aos de Xerocomus, as espécies desse gênero não apresentam o véu pulverulento característico da P. bembae. Duas espécies semelhantes na mesma área incluem P. annulus e P. croceus, descritas em 1951 pelo micologista belga Paul Heinemann, com base em espécimes coletados no Congo. Embora a identidade dessas duas espécies não esteja totalmente esclarecida devido à insuficiência de coletas, a P. bembae difere de ambas por seus cistídios maiores, sua carne de cor creme com tons de marrom-avermelhado claro a marrom-claro sob a pileipellis (em comparação com o branco em P. annulus e P. croceus), seu micélio amarelo (branco em P. annulus e P. croceus) e diferenças na ecologia.

## Habitat e distribuição
A espécie foi encontrada crescendo em pequenos grupos na floresta tropical Guiné-Congoliana. Essa floresta é dominada pela espécie de árvore de copa única Gilbertiodendron dewevrei. Essa árvore não apenas fornece alimento na forma de sementes comestíveis para uma grande variedade de grandes mamíferos, mas também forma relações micorrízicas com a P. bembae. Essa é uma relação mutuamente benéfica em que as hifas do fungo crescem ao redor das raízes da planta, permitindo que o fungo receba umidade, proteção e subprodutos nutritivos da árvore, além de proporcionar à árvore maior acesso aos nutrientes do solo. Acredita-se que a simbiose ectomicorrízica contribua para o sucesso da espécie dominante, permitindo que ela tenha acesso a nutrientes que, de outra forma, não estariam disponíveis. As florestas congolesas abrangem uma ecorregião conhecida por sua riqueza de espécies e endemismo, que se estende por quatro países: Camarões, Gabão, República do Congo e República Centro-Africana.

## Links externos
- Pulveroboletus bembae em Index Fungorum
- Pulveroboletus bembae no MycoBank - contém descrição original